# Kasabian
Kasabian – brytyjski zespół rockowy pochodzący z Leicesteru w Anglii, założony w 1997 roku. Tworzą go: wokalista Sergio Pizzorno, basista Chris Edwards (obaj od 1997 roku), perkusista Ian Matthews (od 2005 roku) i gitarzysta Tim Carter (od 2021 roku). Współzałożyciel zespołu, wokalista Tom Meighan opuścił zespół w lipcu 2020 roku, a Pizzorno, dotychczas drugi wokalista i gitarzysta, zajął jego miejsce.
Grupa wydała do tej pory osiem albumów studyjnych – Kasabian (2004), Empire (2006), West Ryder Pauper Lunatic Asylum (2009), Velociraptor! (2011), 48:13 (2014), For Crying Out Loud (2017), The Alchemist's Euphoria (2022) oraz Happenings (2024). 
Muzykę zespołu klasyfikuje się głównie jako rock alternatywny i indie rock. Opisuje się ją jako połączenie The Stone Roses i Primal Scream z pewnością siebie Oasis. Ich muzyka przyniosła im wiele nagród i uznanie mediów, w tym Brit Award w 2010 roku dla najlepszego brytyjskiego zespołu. W latach 2010 i 2014 Kasabian zdobył nagrodę Q Awards dla najlepszego wykonawcy na świecie. Zostali uznani także m.in. za najlepszy występ na żywo podczas gali Q Awards w 2014 roku oraz nagrodami NME Awards w 2007 i 2015 roku.

## Historia

### Założenie zespołu i debiutancki album (1997–2005)

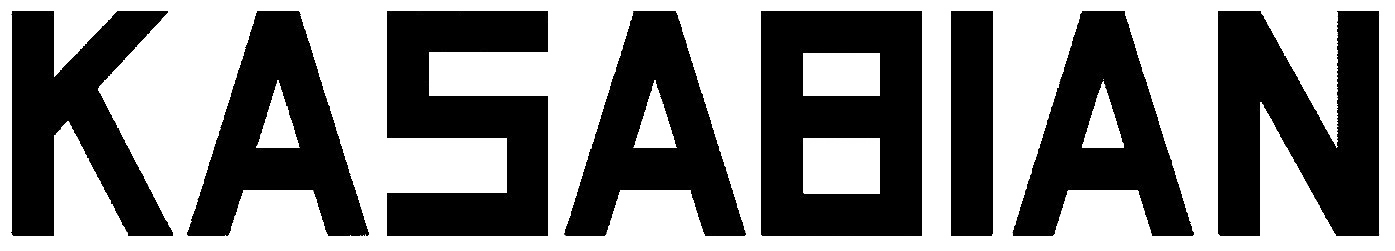
Logo zespołu Kasabian

Zespół został założony w Leicesterze w 1997 roku i już od początku opierał się na dwóch wokalistach: Toma Meighana, który był także frontmanem grupy oraz Sergia Pizzorno, grający na gitarze i będący odpowiedzialny za teksty zespołu.
Pizzorno już w wieku 16 lat zaczął pisać teksty piosenek, a wspólnie z basistą Chrisem Edwardsem uczyli się wzajemnie grać na gitarze. Obaj po raz pierwszy usłyszeli Meighana, swojego kolegę ze szkoły Countesthorpe Leysland Community College, śpiewającego na ulicy. Pizzorno podszedł do niego i zapytał: „Chcesz być w zespole?”. Meighan, który był wówczas blacharzem, miał ambicje by grać w zespole rockowym. Do trójki muzyków dołączył następnie gitarzysta Chris Karloff.
Początkowo nazywali się Saracuse, a nazwa ta miała być hołdem dla Syracuse, „gdzie Beatlesi zagrali koncert”. Młody zespół koncertował w Leicesterze, m.in. w Half Time Orange, a ich pierwszy publiczny występ miał miejsce 1998 roku w tamtejszym klubie The Shed.
W 2000 roku Pizzorno po raz pierwszy eksperymentował z oprogramowaniem muzycznym na pożyczonym komputerze i wspólnie z Karloffem zaczął rozwijać elektroniczny rock w stylu Primal Scream. Nagrali demo „Processed Beats” w studiu, w którym Edwards pracował na zmiany. Jeszcze w 2001 roku londyński DJ i producent muzyczny Sam Young puścił ich demo, które usłyszał skaut z BMG. Grupę przesłuchano następnie w siedzibie wytwórni, po czym podpisano z nimi kontrakt.
W 2001 roku grupa zmieniła nazwę na Kasabian. Została ona zaczerpnięta od nazwiska Lindy Kasabian, zamieszanej w zabójstwo Sharon Tate, żony Romana Polańskiego, a także od popularnego armeńskiego nazwiska Qasab, oznaczającego rzeźnika.
Ich pierwszy album studyjny zatytułowany Kasabian ukazał się 6 września 2004 roku. Porównany został do dokonań Primal Scream, Happy Mondays i The Stone Roses. Już miesiąc po premierze albumu znalazł się w pierwszej piątce listy UK Albums Chart.
Pomimo wydania dwóch wcześniejszych singli z debiutanckiego albumu, z których pierwszy to „Processed Beats” (wersja demo; 10 listopada 2003 roku), a drugi to „Reason Is Treason” (16 lutego 2004 roku), to dopiero wydany 10 maja 2004 roku trzeci singiel „Club Foot” przyniósł zespołowi Kasabian sukces na brytyjskiej liście przebojów, dochodząc do 19. miejsca. Utworom takimi jak „Club Foot”, „L.S.F.” i „Processed Beats” towarzyszyły wersje 10-calowe i ręcznie wykonane okładki.
Promując swój debiutancki album, zespół sportował Oasis w trakcie trasy koncertowej Don't Believe The Truth Tour. Kasabian wystąpił także m.in. na festiwalu Glastonbury 2005 na scenie „Other Stage”.
Ukryty utwór „Reason Is Treason (Jacknife Lee Mix)” trafił na ścieżkę dźwiękową do filmu Lara Croft Tomb Raider: Kolebka życia oraz do gry komputerowej Gran Turismo 4, a piosenka „Club Foot” obecna była m.in. w grach Marc Ecko's Getting Up: Contents Under Pressure, Pro Evolution Soccer 5, Midnight Club 3: DUB Edition, Tony Hawk's Project 8 i FIFA 13 oraz w filmach Gol! i Londyński bulwar.
Jeszcze podczas nagrywania w Bristolu albumu Kasabian zespół poznał Iana Matthewsa. W 2004 roku zaproszono go do wzięcia udziału w trasie koncertowej, a w kwietniu 2005 roku został stałym członkiem zespołu.

### Empirei odejście Karloffa (2005–2007)

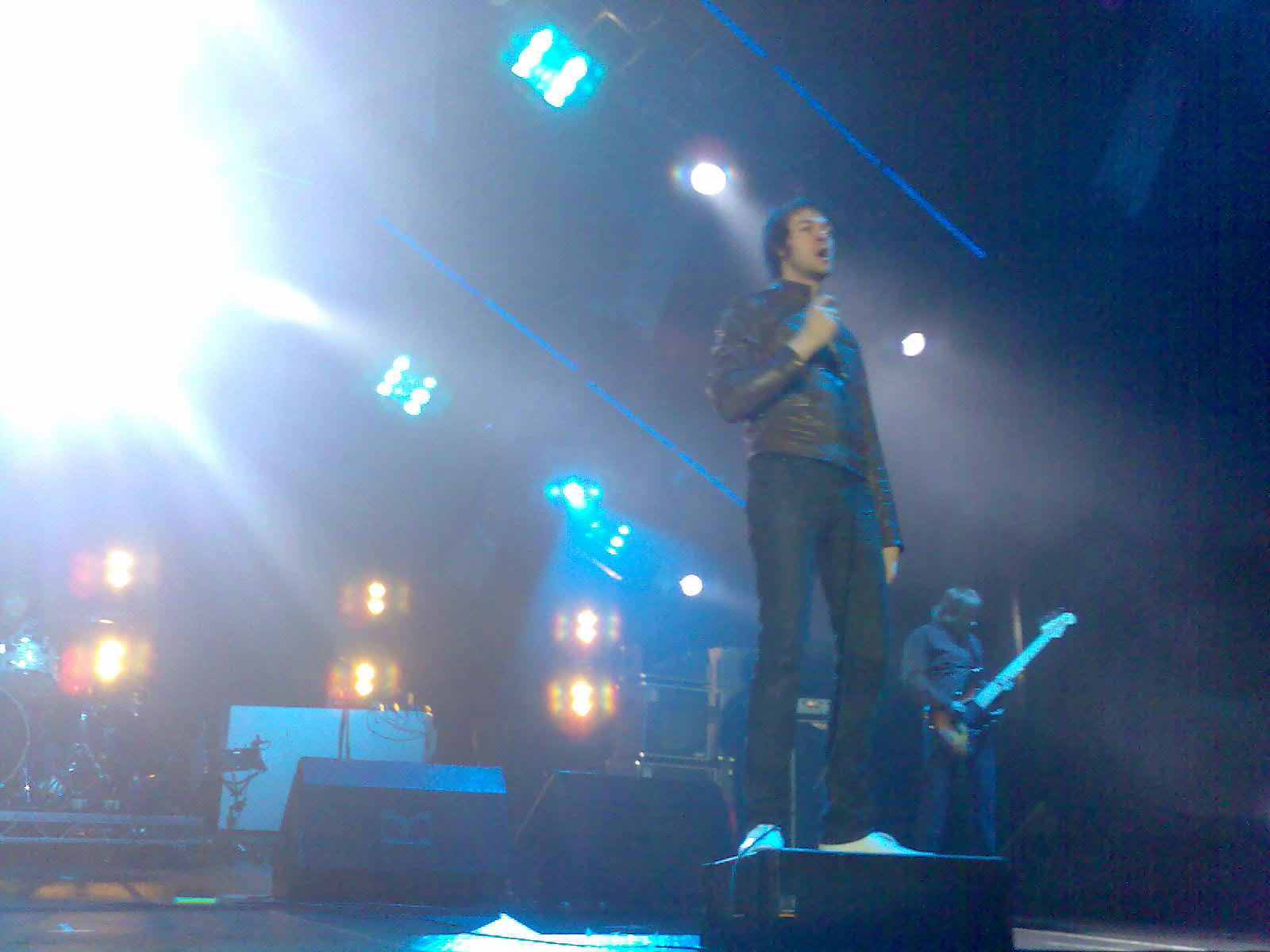
Koncert zespołu Kasabian w 2006 roku

We wrześniu 2005 roku Kasabian miał już gotowych 18 piosenek na kolejny album studyjny, a w tym czasie zespół odbywał jeszcze trasę koncertową z Oasis po Stanach Zjednoczonych. W 2006 roku zespół opuścił Chris Karloff z powodu różnic kreatywnych z pozostałymi członkami grupy. Stało się to w trakcie nagrywania drugiego albumu. Zdążył natomiast napisać teksty do trzech piosenek z albumu, między innymi samego „Empire”. Podczas występów na żywo zastąpił go Jay Mehler.
Drugi album grupy, o nazwie Empire, ukazał się 28 sierpnia 2006 roku. Zadebiutował on na szczycie brytyjskiej listy albumów. Meighan powiedział dla serwisu Billboard, że nagrania trwały około sześć tygodni. Wyjaśnił także, że „to nie była świadoma decyzja, żeby zostać w studiu przez długi czas i naprawdę świetnie się spisywało w studiu. Było całkiem miło – oderwaliśmy się od całego szaleństwa trasy i poczuliśmy się prawie jak dzieci”.
Tytułowa piosenka z drugiego albumu znalazła się na 9. miejscu na brytyjskiej liście przebojów. Nagrano do niej teledysk o antywojennym charakterze, wyreżyserowany przez W.I.Z.-a. 6 listopada 2006 roku premierę miał drugi singel „Shoot The Runner”, który sięgnął 17. miejsca na liście przebojów w Wielkiej Brytanii, a 29 stycznia 2007 roku opublikowano utwór „Me Plus One”.
Latem 2006 roku zostali zaproszeni do sportowania The Rolling Stones na kilku koncertach podczas ich trasy po europejskich stadionach.
Kasabian zdobył nagrodę NME Awards 2007 w kategorii Best Live Band.

### West Ryder Pauper Lunatic Asylum(2007–2010)

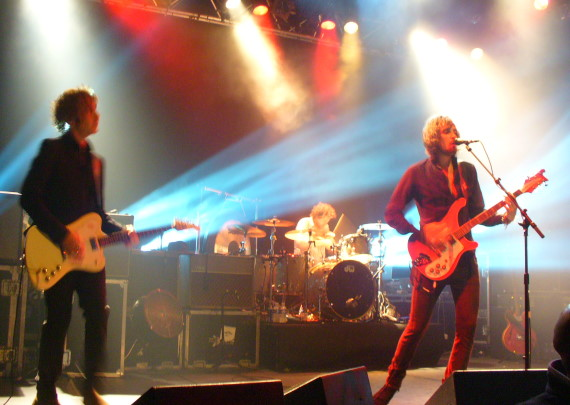
Koncert Kasabian w Bataclan (2007)

Zespół rozpoczął pracę nad swoim trzecim albumem pod koniec 2007 roku z producentem Danem „The Automator” Nakamurą. Kasabian wydał EP-kę zatytułowaną Fast Fuse w 2007 roku, na której znalazły się utwory „Fast Fuse” oraz „Thick as Thieves”. Obydwie piosenki znalazły się później także na ich trzecim albumie studyjnym.
Kolejna płyta zespołu, West Ryder Pauper Lunatic Asylum, weszła na brytyjski rynek 8 czerwca 2009 roku. Album z mieszanką elektroniki i neo-psychodelii został wysoko oceniony przez brytyjskich krytyków muzycznych. Dave Simpson z The Guardian opisał, że album „zawiera teraz bardziej miażdżące riffy basowe i bardziej melodyjne refreny”. 14 czerwca 2009 roku West Ryder Pauper Lunatic Asylum znalazł się na 1. miejscu na liście UK Albums Chart, spędzając tam dwa tygodnie.
Na okładce West Ryder Pauper Lunatic Asylum pojawili się w przebraniach członkowie Kasabian: Meighan za Napoleona Bonapartego, natomiast Pizzorno jako ksiądz.

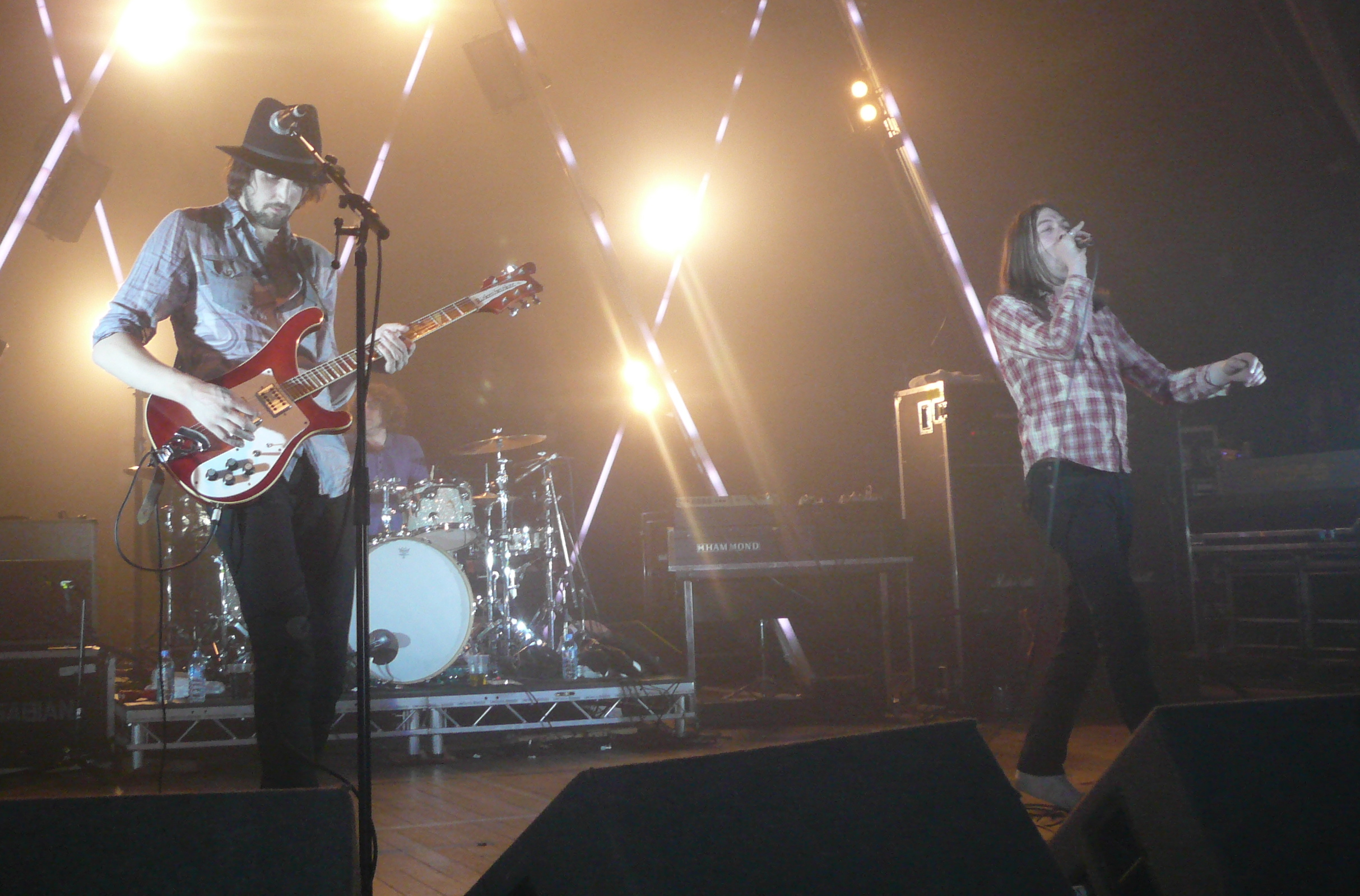
Koncert zespołu Kasabian w 2009 roku

Pierwszym singlem z albumu był utwór „Fire”, który ukazał się 1 czerwca 2009 roku i był wykorzystywany m.in. jako motyw przewodni angielskiej Premier League od sezonu 2010/2011. „Fire” był jedynym singlem z albumu, który znalazł się w pierwszej trójce list przebojów Wielkiej Brytanii. Drugim singlem była piosenka „Where Did All the Love Go?”, wydany 10 sierpnia 2009 roku. Trzeci singel „Underdog” premierę miał pod koniec października 2010 roku.
Piosenkę „Vlad the Impaler” udostępniono do bezpłatnego pobrania na okres 4 dni jako zapowiedź albumu. W teledysku do niej w zabójcę wampirów wcielił się Noel Fielding z grupy komediowej The Mighty Boosh.
Utwór „Fast Fuse” pojawił się w ścieżce dźwiękowej do gry wideo FIFA 09.
Pod koniec 2009 roku zespół podpisał kontrakt z Sony/ATV Music Publishing UK, który objął przyszłe wydania Kasabian, a także pisanie przez Pizzorno piosenki dla innych projektów.
Płyta West Ryder Pauper Lunatic Asylum znalazła się na krótkiej liście nominowanych do Mercury Prize 2009 i została wyróżniona tytułem „Najlepszy Album” podczas Q Awards 2009. Zespół zdobył nagrodę Brit Awards 2010 w kategorii „Najlepszy Zespół”. Podczas gali Q Awards 2010 zespół zdobył nagrodę w kategorii „Najlepszy wykonawca na świecie”.
W 2010 roku Kasabian dał swój pierwszy koncert w Polsce. Wystąpił 3 lipca na Open'er Festival 2010 w Gdyni jako jedna z gwiazd festiwalu.

### Velociraptor!(2010–2012)

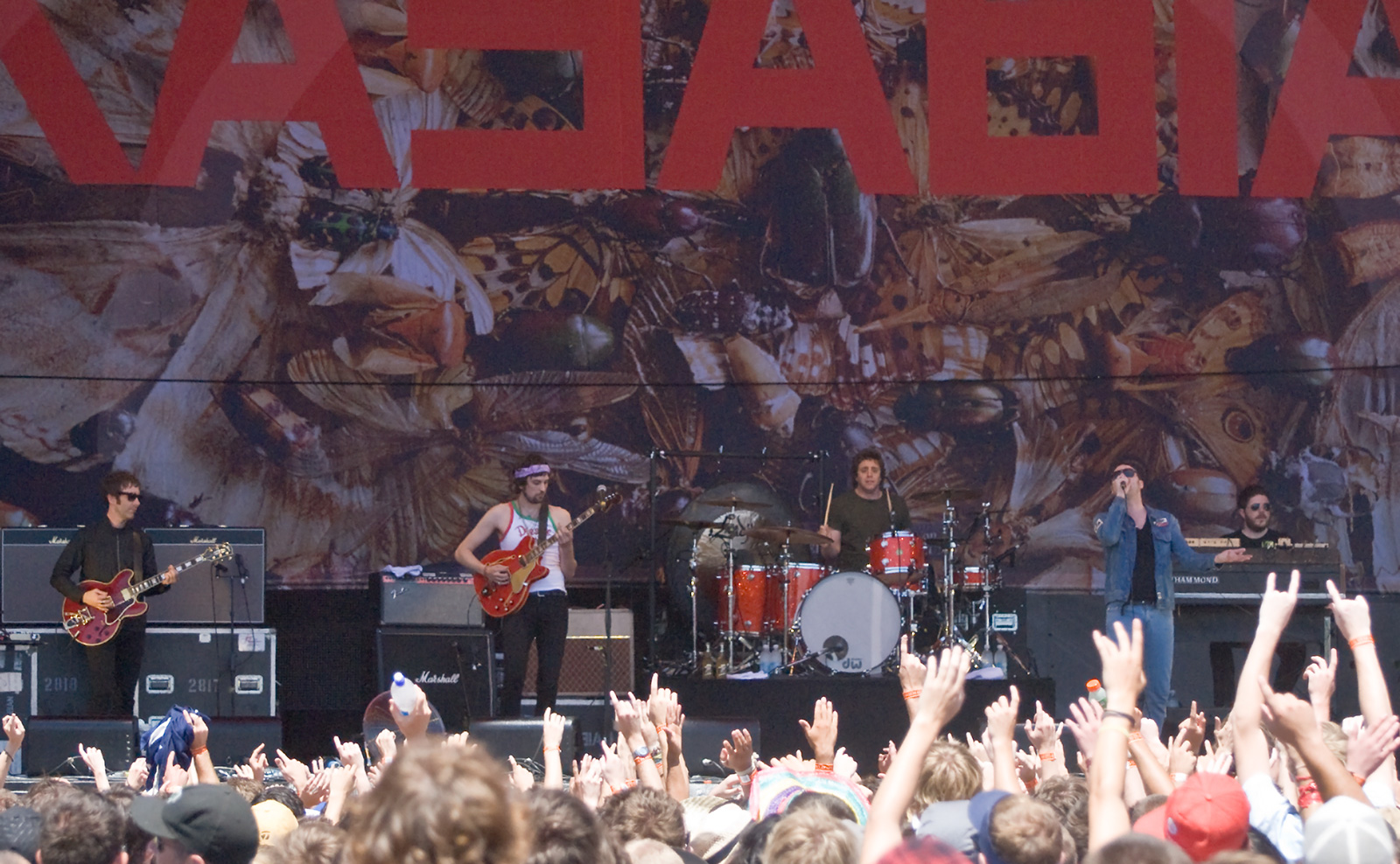
Kasabian na festiwalu Big Day Out 2010

Kasabian rozpoczął pracę nad czwartym albumem Velociraptor! z Danem The Automatorem jako producentem od listopada 2010 roku. Powstawał on w rodzinnym Leicesterze, a zremiksowano w San Francisco. Jego współproducentem był także Sergio Pizzorno.
Zespół udostępnił album Velociraptor! na oficjalnej stronie serwisu SoundCloud 16 września 2011 roku, na trzy dni przed jego oficjalną premierą 19 września. Płyta charakteryzowała się wyraźniejszą zmianą stylu i odejściem od psychodelicznego brzmienia. Uznana została przez krytyków za dotychczas najbardziej dojrzały album, zbierając pozytywne recenzje. Przy jej tworzeniu muzycy inspirowali się dokonaniami Radoihead, Pink Floyd i Nirvany. Była również porównywana do twórczości zespołu Oasis. 

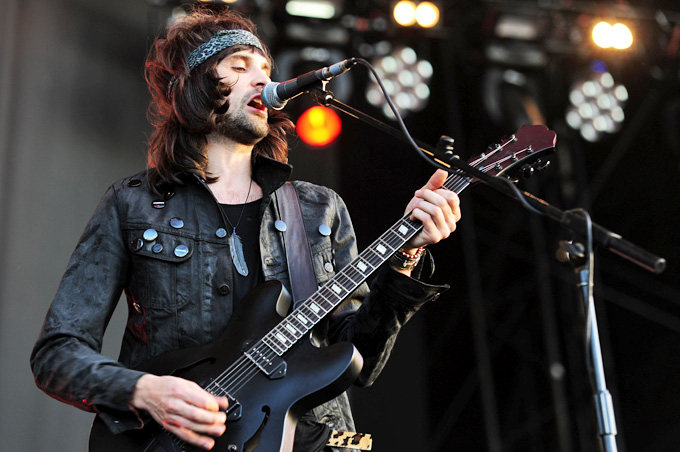
Gitarzysta Sergio Pizzorno (2012)

Album od razu zadebiutował na pierwszym miejscu brytyjskiej listy UK Albums Charts, prześcigając + Eda Sheerana. W pierwszym tygodniu sprzedał się on w około 95 tys. egzemplarzy.
Dwie piosenki z albumu, „Velociraptor” i „Switchblade Smiles”, miały premierę podczas czterodniowej trasy koncertowej obejmującej występy 4 czerwca 2011 roku w O2 Academy Sheffield przed festiwalami RockNess i Isle of Wight 10 i 12 czerwca tego samego roku. Utwór „Switchblade Smiles” zaprezentowano również 7 czerwca w programie radiowym Zane'a Lowe'a w BBC Radio 1, a 15 lipca premierę miał teledysk niego, który utrzymany został w czarno-biało-czerwonej kolorystyce. W teledysku do singla „Re-Wired”, udostępnionym 21 października tego samego roku, pojawił się Polski Fiat 126p.

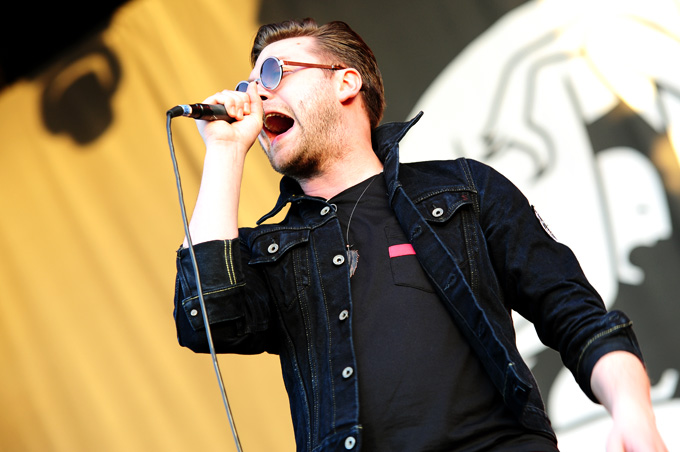
Wokalista Tom Meighan 2012

Najwyżej notowaną piosenką albumu Velociraptor! był utwór „Days Are Forgotten”, która znalazła się w pierwszej trzydziestce list przebojów Wielkiej Brytanii.
W listopadzie 2011 roku zespół wyruszył w trasę koncertową po Wielkiej Brytanii, dając m.in. dwa koncerty w Capital FM Arena w Nottingham. Na koncertach wspierali go Miles Kane i australijska grupa ME. Po koncertach w Japonii, Australii i Europie na początku 2012 roku zespół Kasabian rozpoczął trasę koncertową po Ameryce Północnej, występując w Dallas 12 marca, a do końca kwietnia zagrał 19 koncertów w Stanach Zjednoczonych i Kanadzie. 8 lipca 2012 roku zespół był gwiazdą brytyjskiego festiwalu T in the Park, a 27 lipca 2012 roku wystąpił na warszawskim Impact Festival 2012. Zespół Kasabian był także gwiazdą Reading and Leeds Festivals w dniach 24 i 25 sierpnia 2012 roku.
30 maja 2012 roku został wyświetlony w ponad 60 kinach w Wielkiej Brytanii i Irlandii film zatytułowany Kasabian Live!, będący występem zespołu, który został nagrany w hali O2 Arena w Londynie 15 grudnia 2011 roku. Pojawił się on także na DVD wydanym 25 czerwca 2012 roku, a także w serwisach streamingowych.
W ścieżce dźwiękowej do filmu Avengers z 2012 roku pojawiła się piosenka Kasabian „Pistols At Dawn”.

### 48:13(2013–2015)

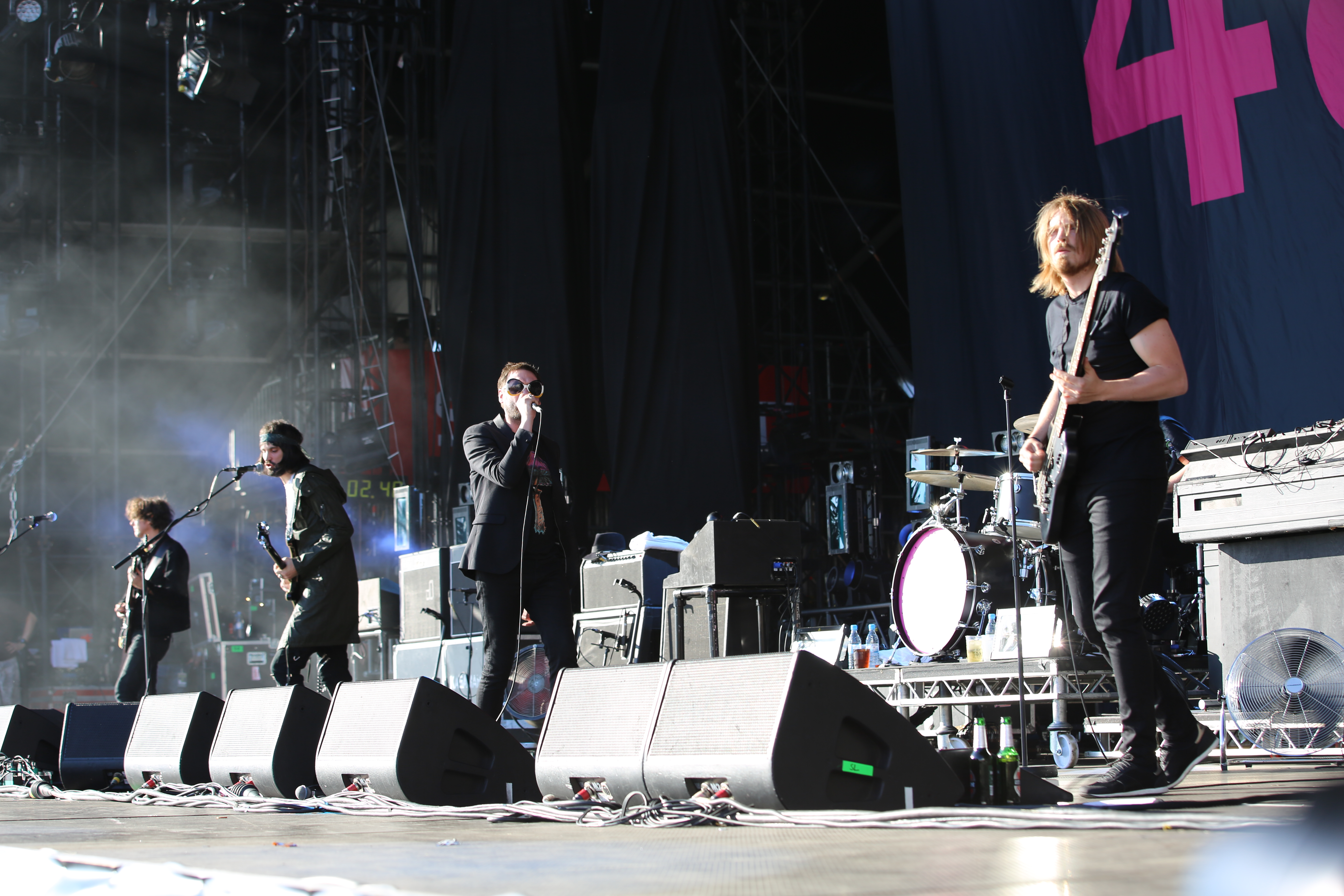
Koncert zespołu Kasabian na festiwalu Rock am Ring 2014

W marcu 2013 roku Pizzorno potwierdził na Facebooku, że gitarzysta rytmiczny Jay Mehler opuścił zespół Kasabian, aby dołączyć do nowego zespołu Liama Gallaghera Beady Eye w roli gitarzysty basowego. Jeszcze w tym samym roku Tim Carter dołączył do Kasabian jako gitarzysta koncertowy, występując po raz pierwszy z zespołem 6 marca 2013 roku na koncercie Russella Branda Give It Up for Comic Relief, będącym połączeniem komedii i muzyki, na londyńskim Wembley Arena.
Po kilku koncertach i występach na festiwalach zespół Kasabian opublikował w listopadzie 2013 roku zwiastun filmu, w którym poinformowano, że przez ostatnie sześć miesięcy zespół pracował nad nowym materiałem. 28 kwietnia 2014 roku Kasabian ogłosił, że album będzie nosił tytuł 48:13. Jego producentem został Pizzorno.

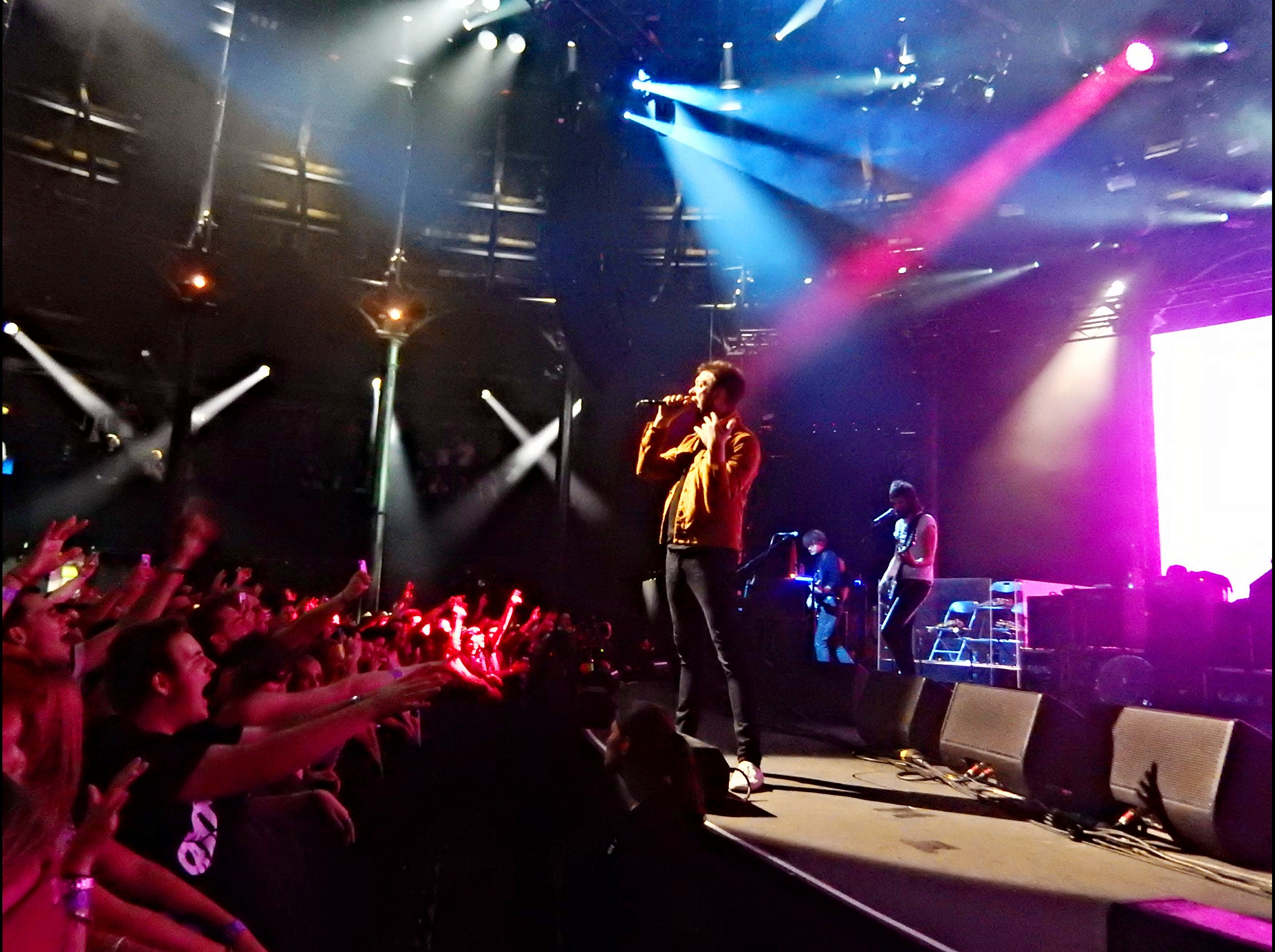
Koncert zespołu Kasabian w londyńskim Roundhouse (2014)

Album 48:13 wydany został 9 czerwca 2014 roku. Tytuł oznaczał łączną długość wszystkich utworów w nim zawartych. Meighan o albumie powiedział: „Mniej znaczy więcej, wiesz? Jest bezpośredni. Taki jest. Po prostu go posłuchaj. Mieliśmy pewność siebie, aby się odsłonić. Serg całkowicie go odarł. To niewiarygodne”. Głównymi inspiracjami dla albumu była muzyka elektroniczna, hip-hop i muzyka gitarowa z końca lat 60. XX wieku. W tydzień po wydaniu płyta trafiła na pierwsze miejsce listy najlepiej sprzedających się albumów w Wielkiej Brytanii.
28 kwietnia 2014 roku premierę miał pierwszy singel promujący album, „Eez-eh”. 
15 czerwca 2014 roku zespół wystąpił na Orange Warsaw Festival 2014, a trzy dni później dał koncert w londyńskim Shepherd's Bush Empire, z którego cały dochód został przekazany organizacji War Child celem pomocy dzieciom będącym ofiarami wojen. 21 czerwca tego samego roku, z okazji 10. rocznicy wydania debiutanckiego albumu, Kasabian zagrał koncert powitalny w Victoria Park w Leicesterze dla 60 tys. osób. 29 czerwca swoim koncertem zamknęli trzeci dzień 43. festiwalu Glastonbury, występując jednocześnie pierwszy raz na scenie „The Pyramid”. 4 lipca 2015 roku zespół wystąpił ponownie w Gdyni na Open'er Festival 2015. 
Podczas gali NME Awards 2015 zespół Kasabian został nominowany do 9 nagród, bijąc tym samym rekord Oasis z 2009 roku (7 nominacji), a zdobył dwie: dla najlepszego brytyjskiego zespołu i za najlepszy album (48:13), natomiast sam Pizzorno za najlepszy cytat, wypowiadając się następująco na temat występu swojego zespołu na festiwalu w Glastonbury w 2014 roku: „Pięć płyt, 10 lat, zasłużyliśmy na swoją szansę”. 

### For Crying Out Loudi odejście Meighana (2016–2021)
W 2016 roku zespół odbył krótką trasę koncertową w maju, która zakończyła się dwoma koncertami na stadionie Leicester City, King Power Stadium, aby uczcić zwycięstwo klubu w Premier League w sezonie 2015/2016. Podczas pierwszego z tych dwóch koncertów zespół Kasabian zaprezentował nową, poświęconą miastu piosenkę „Put Your Life On It”. Śpiewał ją chór gospel z Uniwersytetu De Montfort. Na początku września 2016 roku zespół wrócił z nową piosenką „Comeback Kid”, która znalazła się także w ścieżce dźwiękowej gry FIFA 17. 
10 lutego 2017 roku zespół poinformował, iż zakończył pracę nad swoim nowym albumem. W marcu potwierdzono, że szósty album zespołu będzie nosił tytuł For Crying Out Loud i że zostanie wydany w maju tego samego roku. 17 marca tego samego roku premierę miał pierwszy zapowiadający go singiel „You're in Love with a Psycho”. Cały album studyjny wydany został 5 maja tego samego roku (pierwotnie premiera była zapowiedziana na 28 kwietnia). Znalazł się on na pierwszym miejscu UK Albums Chart, o czym Pizzorno powiedział: „to absolutnie niesamowite mieć 5 albumów numer 1 z rzędu. Dziękujemy wszystkim, którzy nas wspierali”.

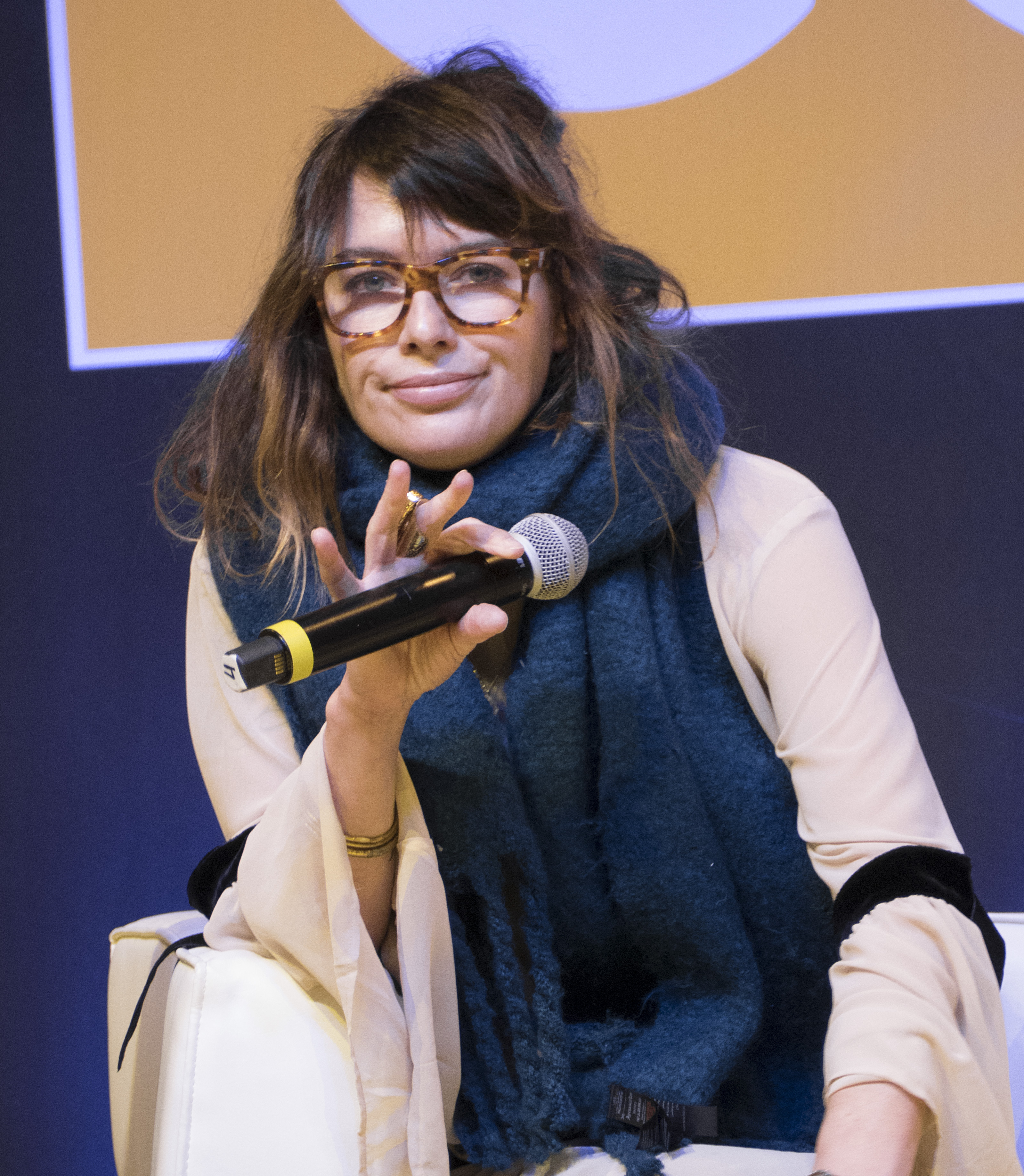
Aktorka Lena Headey (2017), znana z serialu Gra o tron, zagrała w teledysku do singla Kasabian „Ill Ray (The King)”

Album zawierający dwanaście utworów został napisany i wyprodukowany przez Pizzorno, a nagrano go w jego studiu w Leicesterze. O procesie jego produkcji powiedział: „Postanowiłem dać sobie sześć tygodni na napisanie albumu, jak to robiono kiedyś, i to stało się naprawdę inspirujące”. Po bardziej elektronicznym albumie 48:13 płyta For Crying Out Loud charakteryzowała się bardziej gitarowym brzmieniem. Pizzorno wyjaśnił w wywiadzie dla Q Magazine, że celem kolejnej płyty było „uratowanie muzyki gitarowej przed otchłanią”.
Na okładce albumu znalazł się Rick Graham, roadie zespołu, który często mówił „na litość boską” (ang. for crying out loud). 
13 czerwca 2017 roku premierę miał teledysk do singla „Bless This Acid House”, w którym członkowie Kasabian wystąpili przebrani za więźniów. Pizzorno o samym utworze powiedział dla Radia X, że jest to hołd dla lat 90. XX wieku. 
W teledysku do singla „Ill Ray (The King)”, którego premiera odbyła się 30 sierpnia 2017 roku, wystąpiła znana z serialu Gra o tron aktorka Lena Headey, w którym bohaterka używa czarnej magii, by wskrzesić króla Ryszarda III. Klip nawiązywał do wydarzeń z 2012 roku, kiedy to rada miasta Leicester ekshumowała ostatniego króla z terenów dawnego klasztoru Greyfriars w Leicesterze, przekształconego w parking.
Zespół wyruszył w międzynarodową trasę koncertową, występując m.in. na Reading and Leeds Festivals jako gwiazda festiwalu TRNSMT w Glasgow.
Zespół za utwór „You're in Love with a Psycho” w 2017 roku zdobył nagrodę Q Awards. W 2018 roku zespół zdobył nagrodę NME Awards 2018 dla najlepszego artysty koncertowego po występie w 2017 roku jako gwiazda na festiwalach Reading i Leeds oraz za trasę koncertową po Wielkiej Brytanii.
6 lipca 2020 roku Meighan poinformował, że opuszcza Kasabian z przyczyn osobistych. Następnego dnia pojawiła się wiadomość, że przyznał się do winy w związku z zarzutami dotyczącymi pobicia narzeczonej Vikki Ager będąc po wpływem alkoholu, do którego doszło 9 kwietnia tego samego roku. Chociaż początkowo członkowie zespołu zastanawiali się nad zatrudnieniem nowego wokalisty, to wszelkie jego obowiązki przejął Pizzorno. W 2022 roku wspominał: „Znam te piosenki. Są głęboko zakorzenione w mojej duszy. Dokładnie wiem, gdzie byłem, kiedy pisałem każde słowo. Trudno byłoby mi przekazać to komuś nowemu”.

### The Alchemist's Euphoria(2021–2023)

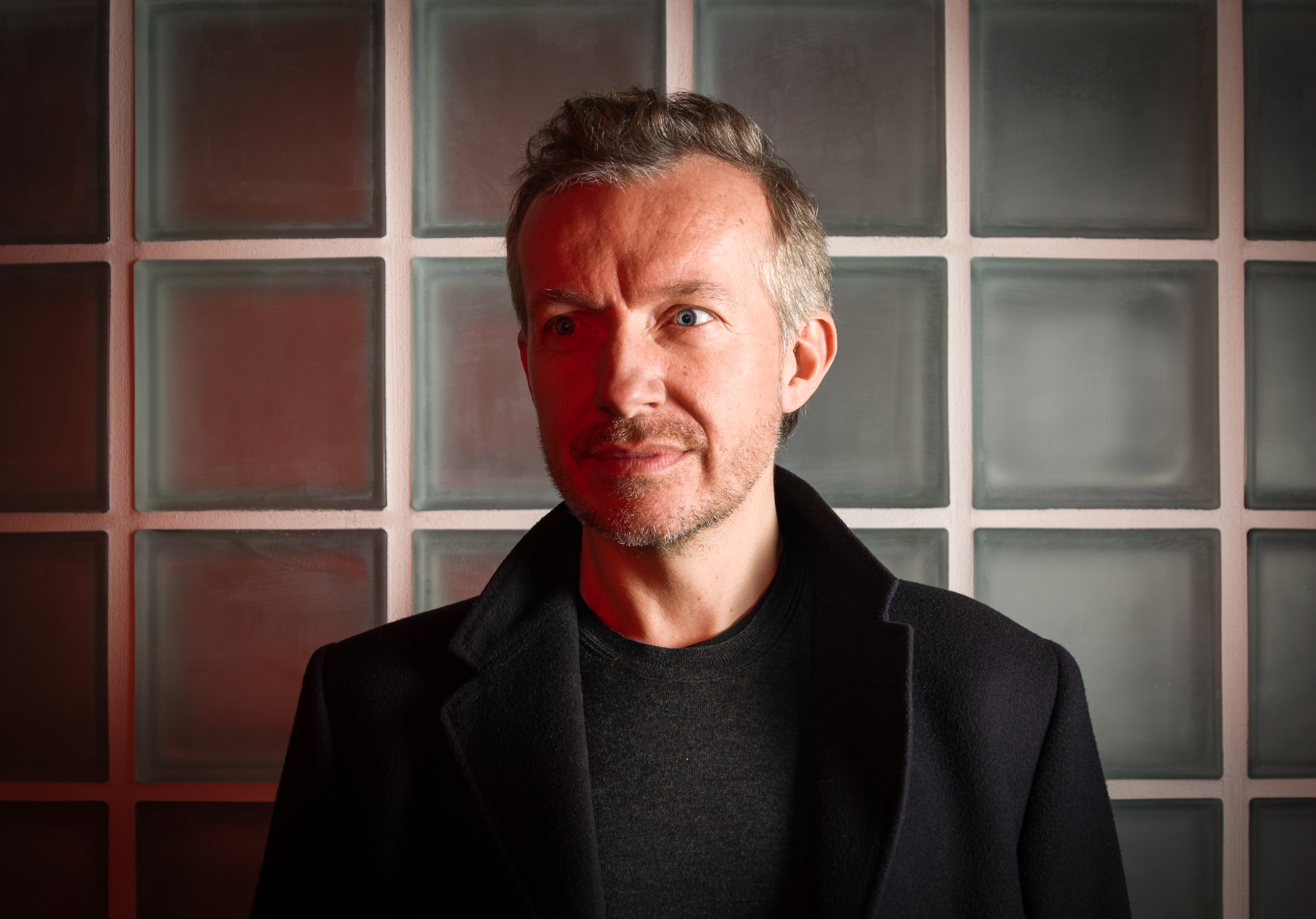
Fraser T Smith (2018), współproducent siódmego studyjnego albumu zespołu Kasabian The Alchemist's Euphoria

Po odejściu Meighana zespół był gotowy do koncertowania i do nagrania nowej płyty. W 2021 roku zatrudniono na stałe do zespołu gitarzystę koncertowego Tima Cartera. Pod koniec 2021 roku rozpoczęły się próby do pierwszej trasy zespołu po zmianach, a swój pierwszy koncert po odejściu Meighana zespół dał 13 października 2021 roku w O2 Academy Glasgow. W jego trakcie wystąpił także Robert Harvey z The Music, który wykonał chórki.
Pod koniec października 2021 roku premierę miał utwór „Alygatyr”, będący pierwszym singlem zespołu od czasu odejścia Meighana z Kasabian. Wraz z ogłoszeniem nowej płyty 6 maja 2022 roku wydali utwór „Scriptvre”, który został oparty na hiphopowym bicie. 3 czerwca 2022 roku wystąpili w programie Later... With Jools Holland, w którym wykonali swój najnowszy singel „Scriptvre”. Tego samego dnia premierę miał singel „Chemicals”, a 21 czerwca 2022 roku udostępniony został teledysk do niego. 29 lipca 2022 roku wydano singel „The Wall”, będący ostatnim utworem zapowiadającym ich kolejny album studyjny.
Pierwszy album bez udziału Meighana, The Alchemist's Euphoria, ukazał się 12 sierpnia 2022 roku. Został on nagrany w domowym studiu Pizzorno, który był także, wraz z Fraserem T Smithem (Adele, Stormzy), współproducentem. Rhys Buchanan na łamach DIY opisał album następująco: „Płyta pokazuje duże odejście od stadionowej awantury w stronę czegoś ogólnie bardziej subtelnego i duchowego”.
Kasabian miał być jedną z głównych gwiazd Fest Festivalu w Chorzowie na początku sierpnia 2023 roku, lecz całe wydarzenie zostało odwołane z uwagi na zbyt małą przewidzianą frekwencję, uniemożliwiającą jego realizację.

### Happenings(od 2024)
21 lutego 2024 roku premierę utwór „Call” wraz z teledyskiem do niego, zapowiadającym ósmy album studyjny Happenings. Kolejny singel, „Coming Back To Me Good”, premierę miał 12 kwietnia tego samego roku. Pizzorno powiedział o nim: „Ma ten dyskotekowy napęd, ale jest też moment jedności”. Następnie, 16 czerwca premierę miał utwór „Algorithms” podkreślający negatywną stronę rozwoju sztucznej inteligencji, a 21 czerwca tego samego roku „Darkest Lullaby”, do którego powstał teledysk stylizowany na film klasy B z lat 70. XX wieku.
5 lipca 2024 roku premierę miał ich kolejny album studyjny Happenings nakładem Columbia Records, którego producentami byli Sergio Pizzorno i Mark Ralph (Zara Larsson, Tom Chaplin, Rudimental). Zawarto w nim dziesięć utworów, trwających łącznie 26 minut. Pizzorno o albumie powiedział, że „jest w pewnym sensie popowym albumem – to po prostu jedna wielka piosenka po drugiej. Chciałem przekazać przesłanie, a potem odejść tak szybko, jak to możliwe”.
Płyta ponownie była notowana na pierwszym miejscu brytyjskiej listy najlepszych albumów, detronizując album Taylor Swift The Tortured Poets Department, o czym Pizzorno powiedział: „Co tam, zbieracze popu? To siedem oficjalnych albumów numer 1 w grze. Dziękujemy naszym fanom, najlepszym na świecie. Bez was nie jesteśmy niczym, absolutnie was uwielbiamy”.
6 lipca 2024 roku w rodzinnym Leicesterze odbył się koncert pn. Summer Solstice II, którego supportowały Kaiser Chiefs, Everything Everything i Master Peace. Był to pierwszy występ zespołu w Victoria Park od dekady i jednocześnie pierwszy bez Meighana.

## Styl muzyczny
Muzyka zespołu Kasabian klasyfikowana jest do takich gatunków, jak m.in.: rock alternatywny, indie rock, alternative dance, neo-psychedelia, new rave czy rock elektroniczny. 
Łączy ona style zespołów The Stone Roses, Happy Mondays i Primal Scream, lecz w porównaniu do nich Kasabian wykonuje muzykę w mroczniejszym wydaniu i z wykorzystaniem nowocześniejszej technologii. Porównywani są także do Oasis czy DJ Shadow. W ich muzyce zaznaczają się również płyty The Chemical Brothers, The Beatles i The Rolling Stones.
Początkowo brzemiennie zespołu podobne było do grup The Kinks i Small Faces, ale ewoluowało, gdy do komponowania utworów zaczęli wykorzystywać komputer, początkowo tylko do nagrywania siebie, a następnie zaczęli eksperymentować pociętymi dźwiękami. Tom Meighan w 2005 roku o swoich utworach powiedział: „Myślę, że to prawie jak ciasto i to jest część cukru na wierzchu. […] Niektóre z naszych ulubionych płyt to Kraftwerk i takie tam. Dodaliśmy to na wierzch i brzmi to po prostu ciekawie, ale nie jesteśmy zespołem elektronicznym”.

## Skład

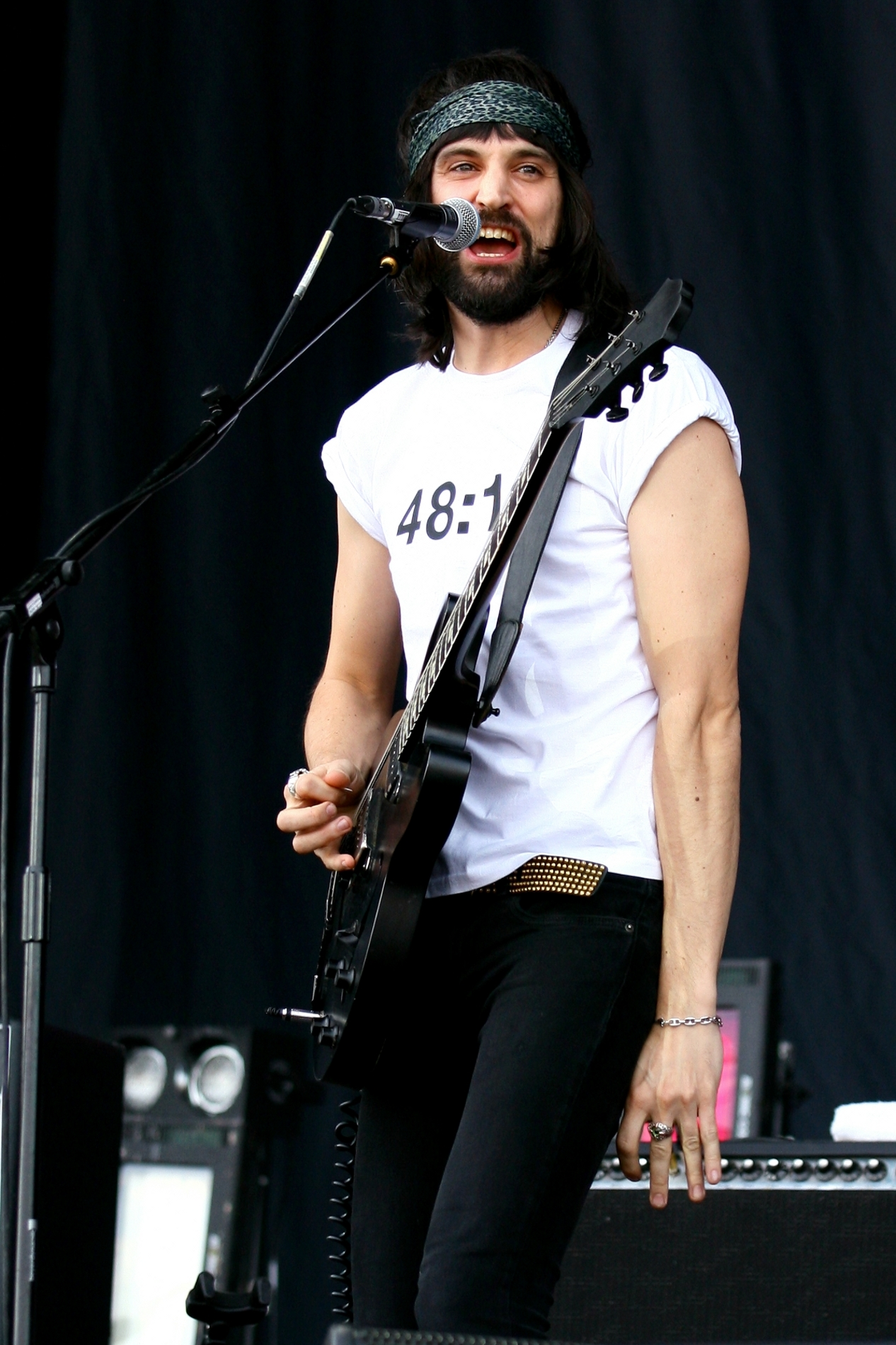
Sergio Pizzorno (2014)

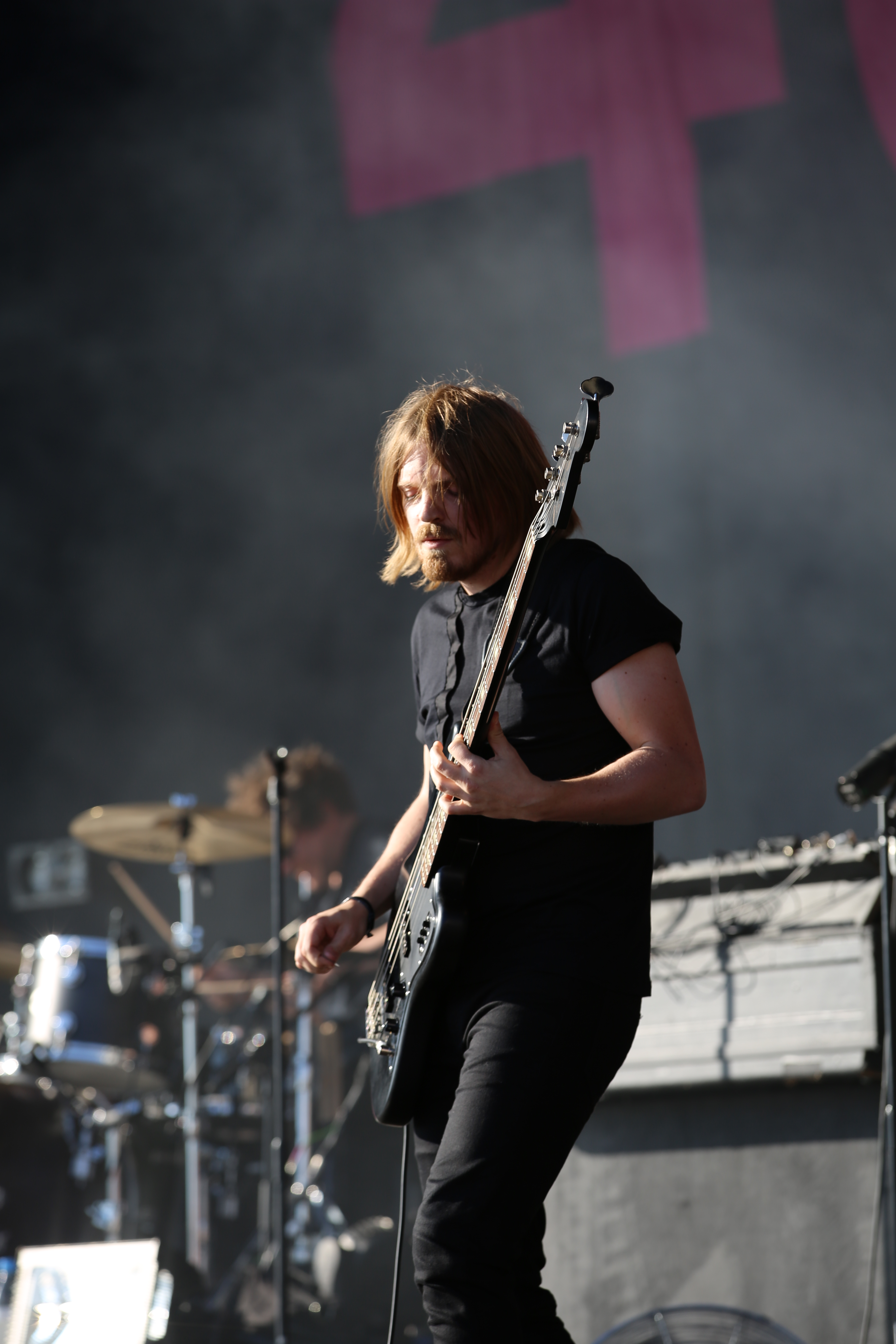
Chris Edwards (2014)

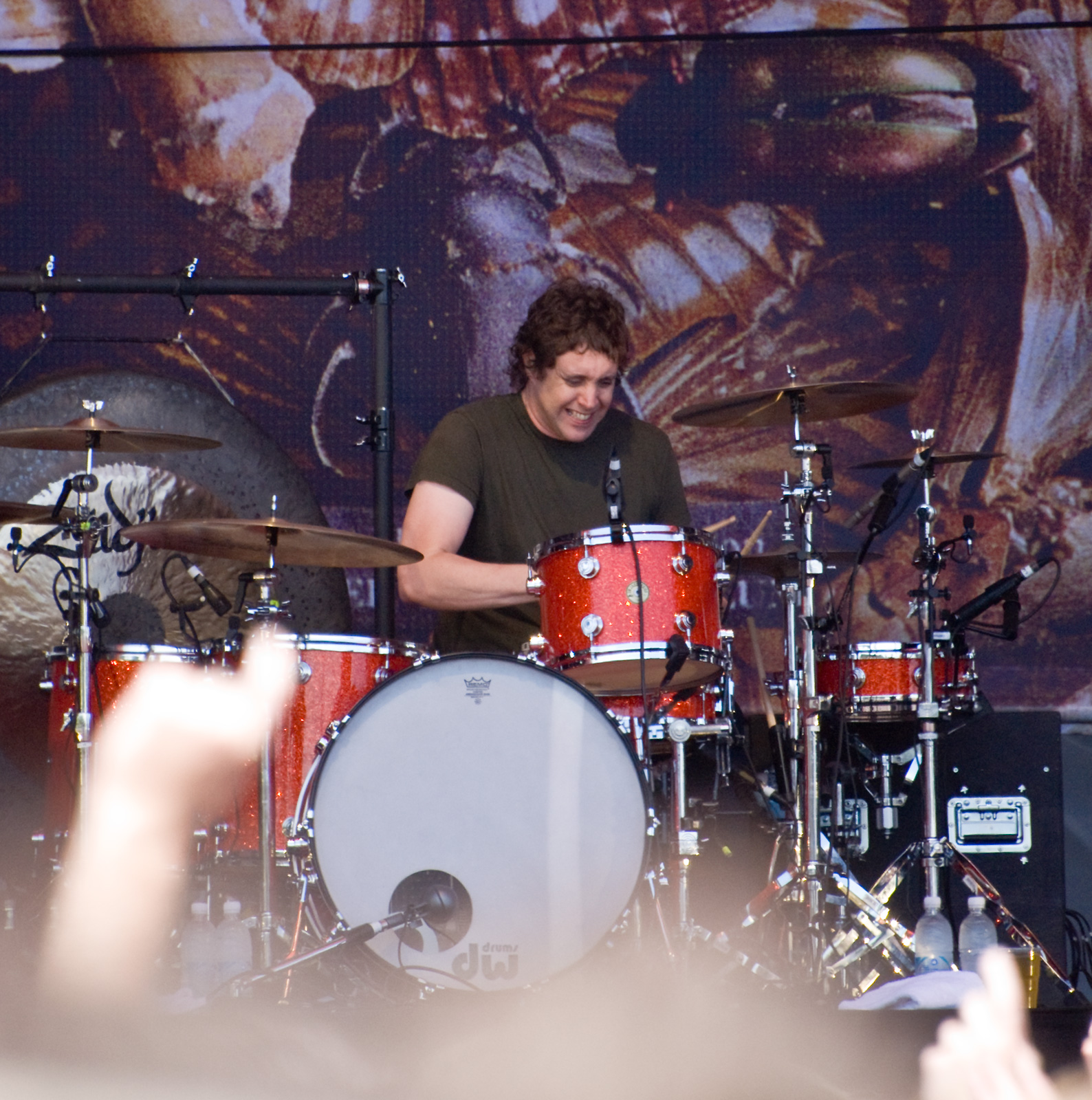
Ian Matthews (2010)

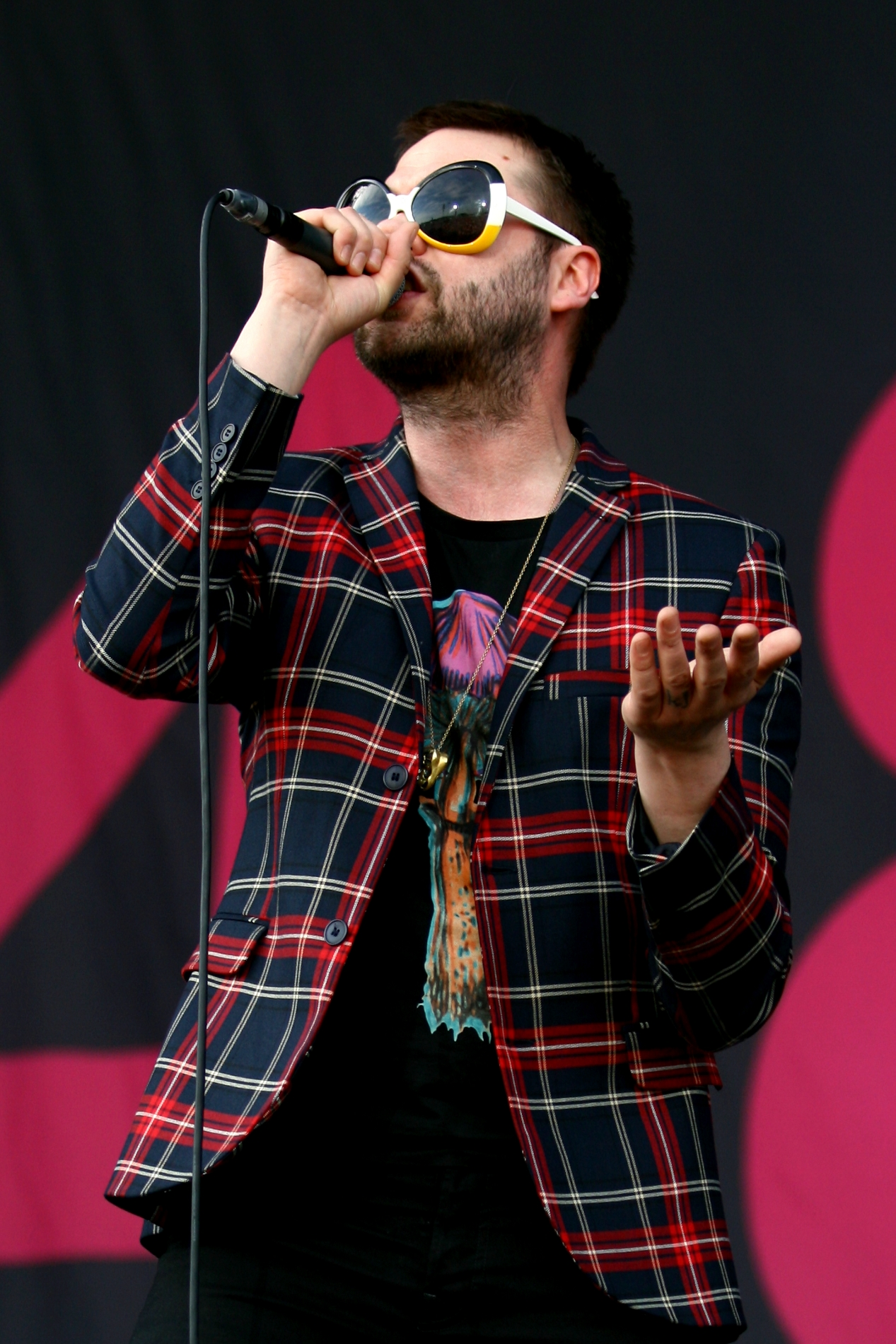
Tom Meighan (2014)

### Aktualni członkowie
- Sergio Pizzorno – wokal, gitara rytmiczna, syntezator[3], instrumenty klawiszowe, instrumenty perkusyjne, elektronika, programowanie, gitara basowa, pianino (od 1997)[2]
- Chris Edwards – gitara basowa, wokal wspierający[3], instrumenty klawiszowe, gitara (od 1997)[2]
- Ian Matthews – perkusja[3] (od 2005)[2]
- Tim Carter – gitara prowadząca, wokal wspierający[3], instrumenty klawiszowe, gitara basowa (od 2021)[2]

### Byli członkowie
- Chris Karloff – gitara, instrumenty klawiszowe, gitara basowa, elektronika, programowanie, perkusja (1997–2006)[2]
- Tom Meighan – wokal, gitara, instrumenty perkusyjne (1997–2020)[2]

## Dyskografia
- Kasabian (2004)
- Empire (2006)
- West Ryder Pauper Lunatic Asylum (2009)
- Velociraptor! (2011)
- 48:13 (2014)
- For Crying Out Loud(inne języki) (2017)
- The Alchemist's Euphoria(inne języki) (2022)
- Happenings(inne języki) (2024)

## Nagrody i wyróżnienia
| Rok  | Nagroda               | Kategoria                   | Nominowany / dzieło              | Rezultat  | Źr.             |
| ---- | --------------------- | --------------------------- | -------------------------------- | --------- | --------------- |
| 2005 | Brit Awards           | British Group               | Kasabian                         | Nominacja | [ 148 ]         |
| 2005 | Brit Awards           | British Live Act            | Kasabian                         | Nominacja | [ 148 ]         |
| 2005 | Brit Awards           | British Rock Act            | Kasabian                         | Nominacja | [ 148 ]         |
| 2006 | Brit Awards           | British Rock Act            | Kasabian                         | Nominacja | [ 149 ]         |
| 2007 | Brit Awards           | British Group               | Kasabian                         | Nominacja | [ 150 ]         |
| 2007 | Brit Awards           | British Live Act            | Kasabian                         | Nominacja | [ 150 ]         |
| 2010 | Brit Awards           | British Group               | Kasabian                         | Wygrana   | [ 52 ]          |
| 2010 | Brit Awards           | British Album of the Year   | West Ryder Pauper Lunatic Asylum | Nominacja | [ 151 ]         |
| 2012 | Brit Awards           | British Group               | Kasabian                         | Nominacja | [ 152 ]         |
| 2010 | MOJO Awards           | Best Album                  | West Ryder Pauper Lunatic Asylum | Nominacja | [ 153 ] [ 154 ] |
| 2010 | MOJO Awards           | Song of the Year            | „Fire”                           | Wygrana   | [ 153 ] [ 154 ] |
| 2010 | MOJO Awards           | Best Live Act               | Kasabian                         | Nominacja | [ 153 ] [ 154 ] |
| 2007 | NME Awards            | Best Live Band              | Kasabian                         | Wygrana   | [ 28 ]          |
| 2010 | NME Awards            | Best British Band           | Kasabian                         | Nominacja | [ 155 ]         |
| 2010 | NME Awards            | Best Live Band              | Kasabian                         | Nominacja | [ 155 ]         |
| 2010 | NME Awards            | Best Album                  | West Ryder Pauper Lunatic Asylum | Wygrana   | [ 155 ]         |
| 2010 | NME Awards            | Best Album Artwork          | West Ryder Pauper Lunatic Asylum | Wygrana   | [ 155 ]         |
| 2012 | NME Awards            | Best British Band           | Kasabian                         | Wygrana   | [ 156 ]         |
| 2012 | NME Awards            | Best Live Band              | Kasabian                         | Nominacja | [ 157 ]         |
| 2015 | NME Awards            | Best British Band           | Kasabian                         | Wygrana   | [ 98 ] [ 99 ]   |
| 2015 | NME Awards            | Best Live Band              | Kasabian                         | Nominacja | [ 98 ] [ 99 ]   |
| 2015 | NME Awards            | Best Fan Community          | Kasabian                         | Nominacja | [ 98 ] [ 99 ]   |
| 2015 | NME Awards            | Best Quote                  | Sergio Pizzorno                  | Wygrana   | [ 98 ] [ 99 ]   |
| 2015 | NME Awards            | Best Album                  | 48:13                            | Wygrana   | [ 98 ] [ 99 ]   |
| 2015 | NME Awards            | Best Track                  | „Eez-eh”                         | Nominacja | [ 98 ] [ 99 ]   |
| 2015 | NME Awards            | Dancefloor Filler           | „Eez-eh”                         | Nominacja | [ 98 ] [ 99 ]   |
| 2015 | NME Awards            | Best Music Film             | Kasabian: Summer Solstice        | Nominacja | [ 98 ] [ 99 ]   |
| 2015 | NME Awards            | Music Moment Of The Year    | Kasabian gwiazdą Glastonbury     | Nominacja | [ 98 ] [ 99 ]   |
| 2018 | NME Awards            | Best Live Artist            | Kasabian                         | Wygrana   | [ 158 ]         |
| 2004 | Q Awards              | Best New Act                | Kasabian                         | Nominacja | [ 159 ]         |
| 2006 | Q Awards              | Best Video                  | „Empire”                         | Nominacja | [ 160 ]         |
| 2007 | Q Awards              | Best Live Act               | Kasabian                         | Nominacja | [ 161 ]         |
| 2009 | Q Awards              | Best Live Act               | Kasabian                         | Nominacja | [ 162 ]         |
| 2009 | Q Awards              | Best Track                  | „Fire”                           | Nominacja | [ 162 ]         |
| 2009 | Q Awards              | Best Album                  | West Ryder Pauper Lunatic Asylum | Wygrana   | [ 51 ]          |
| 2010 | Q Awards              | Best Act In The World Today | Kasabian                         | Wygrana   | [ 53 ]          |
| 2010 | Q Awards              | Best Live Act               | Kasabian                         | Nominacja | [ 163 ]         |
| 2014 | Q Awards              | Best Track                  | „Eez-eh”                         | Nominacja | [ 164 ]         |
| 2014 | Q Awards              | Best Album                  | 48:13                            | Nominacja | [ 164 ]         |
| 2014 | Q Awards              | Best Live Act               | Kasabian                         | Wygrana   | [ 165 ]         |
| 2014 | Q Awards              | Best Act In The World Today | Kasabian                         | Wygrana   | [ 165 ]         |
| 2017 | Q Awards              | Best Track                  | „You're in Love with a Psycho”   | Wygrana   | [ 119 ]         |
| 2009 | UK Music Video Awards | Best Live Music Coverage    | Live T4 Special                  | Nominacja | [ 166 ]         |
| 2012 | UK Music Video Awards | Best Music AD               | Velociraptor!                    | Wygrana   | [ 167 ]         |
| 2017 | UK Music Video Awards | Best Rock/Indie Video – UK  | „Bless This Acid House”          | Nominacja | [ 168 ]         |